# Danger Force
Danger Force è una sitcom statunitense prodotta da Cooper Barnes e Jace Norman, in onda su Nickelodeon dal 28 marzo 2020 al 21 febbraio 2024.
Si tratta di uno spin-off della serie televisiva Henry Danger.

## Trama
Dopo aver scenato la propria morte, Henry Hart, si licenzia continuando il suo ruolo da Kid Danger in distopia. Nel frattempo, Captain Man e Schwoz reclutano Chapa, Miles, Mika e Bose, quattro nuovi supereroi in formazione, per frequentare la Swellview Academy. Si troveranno spesso ad affrontare criminali, ma anche risolvere problemi causati da loro stessi.

## Episodi
| Stagione         | Episodi | Prima TV USA | Prima TV Italia |
| ---------------- | ------- | ------------ | --------------- |
| Prima stagione   | 26      | 2020-2021    | 2020-2021       |
| Seconda stagione | 26      | 2021-2022    | 2021-2022       |
| Terza stagione   | 13      | 2023-2024    | 2023-2024       |

## Personaggi e interpreti

### Personaggi principali
- Ray Manchester / Capitan Man, interpretato da Cooper Barnes, doppiato da Nanni Baldini. Da anni è il supereroe della città di Swellview, la cui identità è segreta al pubblico e alla maggior parte dei criminali che affronta. Da piccolo è rimasto vittima di un esperimento del padre, che gli ha donato il potere dell'indistruttibilità. Vive nel Man-Nido e, insieme a Schwoz, allena i nuovi ragazzi affinché diventino dei supereroi e imparino a controllare i loro poteri.
- Schwoz Schwarts, interpretato da Michael D. Cohen, doppiato da Luigi Ferraro. Assistente e amico di Capitan Man, è lo scienziato geniale che ha creato il Man-Nido e tutti i gadget usati dalla Danger Force.
- Chapa De Silva / Volt, interpretata da Havan Flores, doppiata da Anita Ferraro. Ragazza con il potere di generare elettricità dalle mani. Il suo colore è il rosso.
- Miles Macklin / AWOL, interpretato da Terrence Little Gardenhigh, doppiato da Teo Achille Caprio. Ragazzo con il potere di teletrasportarsi sollevando in aria un pugno. È il fratello gemello di Mika e il suo colore è il giallo.
- Mika Macklin / ShoutOut, interpretata da Dana Heath, doppiata da Chiara Fabiano. Ragazza con il potere di generare urla soniche (come Black Siren di Arrow) . È la sorella gemella di Miles e il suo colore è il grigio chiaro.
- Bose O'Brian / Brainstorm, interpretato da Luca Luhan, doppiato da Leonardo della Bianca. Ragazzo con il potere della telecinesi. Il suo colore è il blu.

### Personaggi ricorrenti
- Mary Gaperman, interpretata da Carrie Barrett, doppiata da Alessandra Cassioli.
- Toddler, interpretato da Ben Giroux.
- Frankini, interpretato da Frankie Grande.
- Dr. Minyak, interpretato da Mike Ostroski.
- Henry Hart, interpretato da Jace Norman, doppiato da Riccardo Suarez. Da ragazzino fu assunto come assistente di Capitan Man sotto il nome di Kid Danger. Lui e Ray hanno lavorato insieme per anni e sono diventati migliori amici finché, in seguito a un litigio, Henry decise di ritirarsi. Collaborò ancora una volta con Ray per sconfiggere Drex, fingendo la sua morte salvando la città e liberandosi per sempre dall'identità di Kid Danger. Ora giovane adulto, combatte il crimine a Dystopia insieme ai suoi migliori amici Charlotte e Jasper. Occasionalmente, torna a visitare Ray e Schwoz.
- Jake Hart, interpretato da Jeffrey Nicholas Brown, doppiato da Edoardo Stoppacciaro. Padre di Henry e residente di Swellview, viene ingaggiato da Chapa per interpretare il suo finto padre.

### Guest star
- Girl Lizard, interpretata da Zach Zagoria.
- Boy Lizard, interpretato da Avianna Mynhier.

## Produzione
La serie, creata da Christopher J. Nowak, è stata annunciata Il 19 febbraio 2020 come spin-off di Henry Danger. Vede il ritorno degli attori Cooper Barnes e Michael D. Cohen nei ruoli di Ray / Captain Man e Schwoz. Il cast comprende anche Havan Flores (Chapa), Terrence Little Gardenhigh (Miles), Dana Heath (Mika Macklin) e Luca Luhan (Bose). I produttori della serie sono Cooper Barnes e Jace Norman, mentre i produttori esecutivi Christopher J. Nowak e Omar Camacho. La prima stagione, composta da 26 episodi è stata trasmessa a partire dal 28 marzo 2020. Il 18 marzo 2021 la serie è stata rinnovata per una seconda stagione di 26 episodi. La terza stagione ha debuttato il 20 aprile 2023.